# Episodi di Swingtown
La prima stagione della serie televisiva Swingtown è stata trasmessa in prima visione negli Stati Uniti d'America da CBS dal 5 giugno al 5 settembre 2008.
In Italia è stata trasmessa in prima visione da Rai 4 dal 5 maggio al 16 giugno 2009.
| nº | Titolo originale      | Titolo italiano            | Prima TV USA     | Prima TV Italia |
| -- | --------------------- | -------------------------- | ---------------- | --------------- |
| 1  | Pilot                 | Nuovi vicini               | 5 giugno 2008    | 5 maggio 2009   |
| 2  | Love Will Find a Way  | Scelte difficili           | 12 giugno 2008   | 5 maggio 2009   |
| 3  | Double Exposure       | Dubbi e gelosie            | 19 giugno 2008   | 12 maggio 2009  |
| 4  | Cabin Fever           | Ospiti inattesi            | 26 giugno 2008   | 12 maggio 2009  |
| 5  | Go Your Own Way       | Va per la tua strada       | 3 luglio 2008    | 19 maggio 2009  |
| 6  | Friends with Benefits | La ricerca dell'io         | 10 luglio 2008   | 19 maggio 2009  |
| 7  | Heatwave              | Cogliere l'attimo          | 17 luglio 2008   | 26 maggio 2009  |
| 8  | Puzzlerama            | Il gioco dei segreti       | 25 luglio 2008   | 26 maggio 2009  |
| 9  | Swingus Interruptus   | Giochi di coppia           | 1º agosto 2008   | 2 giugno 2009   |
| 10 | Running on Empty      | Chiarimenti                | 8 agosto 2008    | 2 giugno 2009   |
| 11 | Get Down Tonight      | Sincerità                  | 15 agosto 2008   | 9 giugno 2009   |
| 12 | Surprise              | Finestre delle opportunità | 21 agosto 2008   | 9 giugno 2009   |
| 13 | Take It to the Limit  | Fino al limite             | 5 settembre 2008 | 16 giugno 2009  |